# Fräulein Julie (1951)
Fräulein Julie ist ein schwedischer Spielfilm aus dem Jahr 1951 nach dem gleichnamigen Theaterstück von August Strindberg.

## Handlung
In der Johannisnacht tanzt die Grafentochter Julie mit den Angestellten des Schlosses. Sie fühlt sich zu dem älteren Diener Jean hingezogen und ist von ihrem Verlobten gelangweilt. Julie hatte Jean als Bediensteten früher stets herablassend behandelt, nun scheint sie Gefallen an dem erfahrenen, kraftstrotzenden Mann gefunden zu haben. Die Klassenschranken fallen in dieser Nacht. Aus dem Flirt entwickelt sich eine Liebesbeziehung. Jean verspricht ihr, mit ihr nach Italien zu reisen, wo sie ein Leben ohne die Klassenbeschränkungen in der Heimat führen könnten. Julie ist in der Nacht bereit ihm zu folgen, zweifelt aber am nächsten Morgen. Nach dieser Nacht ist ihre Verlobung zerbrochen und auch vor ihrem Vater ist sie in Ungnade gefallen. Nur noch im Selbstmord sieht sie einen Ausweg.

## Hintergrund
Alf Sjöberg hatte das Stück bereits 1949 für die Bühne inszeniert. Der Jean wurde in dieser Inszenierung bereits von Ulf Palme gespielt. Die Titelrolle wurde auf der Bühne von der fast 50-jährigen Inga Tidblad gespielt. Für die Verfilmung des Stückes war sie zu alt und wurde durch die 27-jährige Anita Björk ersetzt. Die Dreharbeiten fanden vom 28. April bis zum 18. Juli 1950 in Stockholm und Umgebung statt. Die Uraufführung des Films wurde am 6. April 1951 bei den Internationalen Filmfestspielen von Cannes 1951 gefeiert. In Deutschland war der Film erstmals auf der Berlinale 1951 zu sehen, wo er außerhalb der Konkurrenz lief.

## Kritiken
„Strindbergs quälerisches psychologisches Drama wurde von Sjöberg behutsam und klug in eine Filmsprache übersetzt, die durch die kunstvolle optische Einbeziehung der Vorgeschichte die Handlungsweise der Personen sinnfällig macht.“

## Auszeichnungen
Der Film gewann gemeinsam mit Vittorio De Sicas Das Wunder von Mailand den Grand Prix der Filmfestspiele in Cannes 1951 und 1952 eine Nominierung für den British Film Academy Award als beste Literaturadaption.